# Anni sacri

Wappen Papst Pius’ XII.

Anni sacri ist eine Enzyklika (12. März 1950) von Papst Pius XII., die er im Heiligen Jahr 1950 veröffentlichte. Er forderte von seinen Mitbrüdern ein „Programm zur Bekämpfung des weltweiten Atheismus“.

## Heiliges Jahr
Einleitend pries er den großen Erfolg des jetzt begonnenen Heiligen Jahres und lobt den Pilgerstrom, welcher aus allen Teilen der Welt zum Petersdom gekommen sei. Er äußerte seine Hoffnung, dass die Pilger in noch größerer Zahl nach Rom kommen würden und die Sehnsucht nach Frieden in ihren Gebeten zum Ausdruck bringen werden.

## Verbreitung des Atheismus
Pius XII. beklagte die weltweite Abwendung von der Religion und den sich ausweitenden Atheismus. Er verurteilte die Presseveröffentlichungen, die in vielen Teilen die Religionen verletze und den Jugendlichen Schaden zufügen würde. Durch falsche und unwahre Versprechen würden die Menschen betrogen, es würden Hass, Rivalität und Aufstände provoziert und der Niedergang der Wirtschaft geschürt. Der Papst bedauerte, dass in einigen Nationen die Rechte des Glaubens, der Kirche und der menschlichen Natur missachtet würden und forderte, dass der Wahrheit, Freiheit und Religion durch die zivile Autorität mehr Achtung geschenkt werden müsse.

## Religion und Gesellschaft
Wenn aber die Religion fehle, schreibt Pius XII., dann kann sich auch keine gesunde Gesellschaft entwickeln, deshalb sei es während des Heiligen Jahres eine vorrangige Aufgabe der Priester und aller seiner Mitbrüder, das wahre Evangelium zu verkünden und die Erneuerung von Moral voranzutreiben.

## Exhortatio
In seiner Exhortatio rief er auf und ermunterte alle seine Brüder, durch einen echten Kreuzzug von Gebeten,  die Gnaden und den Trost Gottes zu erflehen. Pius XII. rief  für den 26. März zu öffentlichen Gebeten auf, er selbst werde im Sankt Petersdom das Gebet einleiten und nicht nur für die Katholische Welt beten, sondern für alle Menschen die Hilfe Gottes erflehen.